# Петренко, Василий Эдуардович
Васи́лий Эдуа́рдович Петре́нко (род. 7 июля 1976 года, Ленинград) — российско-британский дирижёр. Художественный руководитель ГАСО (2021-22 гг.). Бывший главный дирижёр Ливерпульского королевского симфонического оркестра. Бывший главный дирижёр Филармонического оркестра Осло.

## Биография
Учился в Хоровом училище имени М. Глинки и в Ленинградской консерватории (у Равиля Мартынова, Ильи Мусина, Мариса Янсонса, Юрия Темирканова, Эсы-Пекки Салонена).
В 2004—2007 годах возглавлял Санкт-Петербургский государственный академический симфонический оркестр, работал с оркестрами Михайловского театра и Санкт-Петербургской государственной консерватории. В 2002 году в Барселоне получил гран-при 6-го Международного конкурса дирижёров «Cadaques».
Дирижёрский дебют Петренко во главе Ливерпульского филармонического оркестра состоялся в ноябре 2004 года.
С июля 2005 года Петренко возглавляет этот оркестр. После вступления Петренко в новую должность финансовое положение и посещаемость Ливерпульского оркестра улучшились, а денежное обеспечение достигло £1.3 млн. Также ему в заслугу ставят то, что он оживил репертуар оркестра, расширив список обычно исполняемых произведений, добавив, например, сочинения Брамса. Его первое выступление на знаменитом лондонском фестивале Променадные концерты состоялось в августе 2008 года.
В апреле 2007 года Петренко стал одним из восьми дирижёров симфонических оркестров Великобритании, которые поддержали манифест «Сила мастерства: симфонический оркестр в XXI веке», направленный на увеличение роли классической музыки в культуре Великобритании. Одним из условий манифеста является свободное посещение школьниками концертов классической музыки.
В декабре 2008 года Петренко стал главным дирижёром Национального юношеского оркестра Великобритании.
В марте 2009 года Университет Хоуп в Ливерпуле присудил ему почетное звание профессора и докторскую степень по литературе. В апреле 2009 года лорд-мэр Ливерпуля наградил Петренко титулом «Почётный житель города Ливерпуля».
Был главным приглашённым дирижёром Михайловского театра в 2014—2015 гг.
C августа 2013 года Василий Петренко — главный дирижёр Филармонического оркестра Осло.
В сентябре 2015 года стал главным дирижёром Молодёжного оркестра Европейского союза.
В 2016 году стал главным приглашённым дирижёром ГАСО; в начале 2021 года получил назначение в качестве преемника Владимира Юровского на посту художественного руководителя этого оркестра, контракт вступил в силу 10 сентября 2021 года.
С 2021 является художественным руководителем и главным дирижёром Королевского филармонического оркестра.
Среди осуществлённых аудиозаписей — произведения Сергея Рахманинова, Джона Тавенера, Вениамина Флейшмана, Петра Чайковского, Дмитрия Шостаковича, Эдуарда Элгара.

## Премии и награды
Высокий уровень мастерства дирижёра был отмечен на целом ряде международных конкурсов, в том числе на конкурсе-мастер-классе Неэме Ярви (2000), конкурсе дирижёров в Кадакесе (2002), и петербургском конкурсе имени Сергея Прокофьева (2003). Сегодня музыкант востребован не только в России, но и за рубежом, подтверждением чего стало приглашение возглавить с 2006 года Ливерпульский Королевский Филармонический Оркестр.
В октябре 2007 года Василий Петренко стал победителем престижной британской премии в области классической музыки «Граммофон» в номинации «Молодой артист года». Кроме того, его оркестр на церемонии вручения наград, которая прошла в Лондоне, получил премию за работу по привлечению молодой аудитории. В 2011 году Василий Петренко получил премию «Граммофон» в номинации «За лучший оркестровый диск»; премией была отмечена запись Десятой симфонии Дмитрия Шостаковича.

## Рецензии
«Заняв место главного дирижёра Королевского Филармонического Оркестра города Ливерпуля, Василий Петренко объявил о своём намерении сделать из него оркестр мирового уровня. И, судя по этому великолепному концерту, Петренко и впрямь преуспел в своём деле. Поражает то, как упорно дирижёр идёт к намеченной цели, несмотря ни на что. Нельзя так же не отдать должное музыкантам его оркестра, чья виртуозность исполнения просто поразительна.»
Тим Эшли, The Guardian
«От Парижа до Находки… Дирижёр Василий Петренко востребован везде! Светловолосый харизматичный россиянин, уже два года управляющий Ливерпульским Филармоническим Оркестром, изменил его художественный облик до неузнаваемости. На его концертах воздух наэлектризован до предела… Музыканты играют так слаженно и мощно, что, кажется, стены вот-вот взорвутся от такого грандиозного напора.»
Джоф Браун, The Times
«Петренко и его Оркестр — сила, с которой следует считаться»
Лиин Уолкер, The Independent
«Блестящий „русский“ оркестр может запросто сбить с толку ливерпульскую публику — густое звучание струн в прекрасных пассажах, стремительные жесты дирижёра — на концертах Петренко атмосфера накалена просто до предела. Но искушённый слушатель восторгается не этим, а слаженностью игры музыкантов и той чувственностью, с которой они исполняют произведения.»
Эндрю Кларк, Financial Times